# إقراض نظير لنظير
إقراض نظير لنظير (بالإنجليزية: peer-to-peer lending)‏ هو ممارسة إقراض المال للأفراد أو الشركات من خلال الخدمات عبر الإنترنت التي تصل المقرضين بالمقترضين. غالبًا ما تقدم شركات الإقراض من نظير لنظير خدماتها عبر الإنترنت، وتحاول العمل بنفقات منخفضة وتوفير خدماتها بتكلفة أقل من المؤسسات المالية التقليدية. نتيجة لذلك، يمكن للمقرضين كسب عوائد أعلى مقارنة بالمدخرات والمنتجات الاستثمارية التي تقدمها البنوك، في حين يمكن للمقترضين اقتراض الأموال بأسعار فائدة أقل، حتى بعد أن تفرض شركة إقراض نظير لنظير رسومًا لتوفير منصة للمطابقة وفحص ملاءة المقترض المالية. هناك خطر من تخلف المقترض عن الدفع في القروض التي يتم الحصول عليها من مواقع إقراض الأقران.
يُعرف أيضًا باسم الإقراض الجماعي، وعلى الرغم من أن بعض أكبر المبالغ تُقرض للشركات، إلّا أن غالبية قروض النظراء هي قروض شخصية غير مضمونة. تقدّم القروض المضمونة في بعض الأحيان باستخدام الأصول الفاخرة مثل المجوهرات والساعات والسيارات القديمة والفنون الجميلة والمباني والطائرات وغيرها من الأصول التجارية كضمان. تشمل الأشكال الأخرى للإقراض من نظير لنظير القروض الدراسية والقروض التجارية والعقارية إضافة لقروض الأعمال المضمونة والتأجير وغيرها.
يحدد المقرضون أسعار الفائدة ويتنافسون للحصول على أدنى سعر يحدد بمناقصة أو تحدده جهة وسيطة بناء على تحليل وفحص ملاءة المقترض المالية. استثمار المقرض لا يكون محميًا عادةً بأي ضمان حكومي. في بعض الخدمات، يخفف المقرضون من مخاطر الديون السيئة عبر تشديد شروط اختيار المقترضين الذين يقرضونهم، ويخففون من إجمالي المخاطر عن طريق تنويع استثماراتهم بين مقترضين مختلفين.
وسطاء الإقراض هم شركات ربحية تولد إيرادات عن طريق رسوم على القروض الممولة تجمع لمرة واحدة. بالمقارنة مع أسواق الأسهم، يتميز إقراض نظير لنظير بتقلبات سوقية أقل وسيولة أقل.

## الخصائص
لا يتناسب إقراض نظير لنظير مع أي من الأنواع التقليدية الثلاثة للمؤسسات المالية، المصارف والمستثمرين وشركات التأمين، وهو يصنف أحيانًا كخدمة مالية بديلة.
خصائص الإقراض من نظير لنظير هي:
- تجرى أحيانًا بغية تحقيق الأرباح
- لا يوجد بالضرورة سند مشترك أو علاقة سابقة بين المقرضين والمقترضين
- وساطة من شركة إقراض نظير إلى نظير
- تتم المعاملات عبر الإنترنت
- يمكن للمقرضين في كثير من الأحيان اختيار المقترضين للاستثمار بهم
- يمكن أن تكون القروض غير مضمونة أو مضمونة وهي ليست محمية بالتأمين الحكومي
- القروض أوراق مالية يمكن تحويلها إلى آخرين، إما لتحصيل الديون أو تحقيق الربح، على الرغم من أن جميع منصات الإقراض من نظير لنظير لا توفر تسهيلات للنقل.

تميزت الأشكال المبكرة للإقراض من نظير لنظير باللاوساطة والاعتماد على الشبكات المالية الاجتماعية، لكن هذه الميزات بدأت تختفي. على الرغم من أن ظهور الإنترنت والتجارة الإلكترونية جعلا التخلص من الوسطاء الماليين التقليديين ممكنًا، وعلى الرغم من أنه جعل الناس أقل عرضة للتخلف عن سداد أعضاء حلقاتهم الاجتماعية الخاصة، إلا أن ظهور وسطاء جدد وفّر الوقت والتكاليف.
يوفر معظم الوسطاء من نظير لنظير الخدمات التالية:
- منصة الاستثمار عبر الإنترنت لتمكين المقترضين من جذب المقرضين والمستثمرين لتحديد وشراء القروض التي تلبي معايير الاستثمار الخاصة بهم
- تطوير نماذج ائتمانية لموافقات القروض وتسعيرها
- التحقق من هوية المقترض وحسابه المصرفي ودخله وعمله
- إجراء عمليات فحص ملاءة المقترض وتصفية المقترضين غير المؤهلين
- معالجة مدفوعات المقترضين وإعادة توجيهها إلى المقرضين الذين استثمروا في القرض
- خدمة القروض، وتوفير خدمة العملاء للمقترضين ومحاولة تحصيل المدفوعات من المقترضين المتخلفين عن السداد
- احترام القوانين
- العثور على مقرضين ومقترضين جدد (التسويق)

## تاريخه

### المملكة المتحدة
تأسست شركة زوبا في فبراير من العام 2005، وكانت أول شركة إقراض نظير لنظير في المملكة المتحدة. أصبحت فاندينغ سيركل التي أطلقت في أغسطس 2010، أول بنك كبير بين الأقران يقدم قروضًا للشركات الصغيرة من المستثمرين عبر منصته. قدّمت فاندينغ سيركل بأكثر من 6.3 مليار جنيه استرليني على شكل قروض. كل من زوبا وفاندينغ سيركل عضوان في جمعية التوميل نظير لنظير.

### الولايات المتحدة
بدأ إقراض نظير لنظير في الولايات المتحدة الأمريكية في فبراير من العام 2006 مع إطلاق بروسبر ماركيتبلايس ومن بعده لاندينغ كلوب الواقعان في مدينة سان فرانسيسكوبولاية كاليفورنيا. كان لمنصات نظير لنظير المبكرة قيود قليلة على أهلية المقترض، ما أدى إلى مشاكل اختيار سلبية ومعدلات اقتراض عالية للمقترضين. إضافة إلى ذلك، رأى بعض المستثمرين أن قلة السيولة في هذه القروض، ومعظمها قروض لأجل لا يقل عن ثلاث سنوات، أمر غير مرغوب فيه.

## التنظيم القانوني
يعتبر طلب الاستثمارات من عامة الناس في العديد من البلدان غير قانوني. تعتبر الترتيبات التي يُطلب من الناس فيها المساهمة بالمال مقابل أرباح محتملة بناءً على عمل الآخرين، أوراقًا مالية.
يرتبط التعامل مع الأوراق المالية بمشكلة الملكية: في حالة القروض من شخص إلى آخر، وفي مشكلة ملكية تلك القروض وكيف تنقل تلك الملكية بين منشئ القرض والمقرض. ينشأ هذا السؤال خاصةً عندما لا تقوم شركة الإقراض من نظير لنظير بالربط بين المقرضين والمقترضين فحسب، بل تقترض أيضًا أموالًا من المستخدمين ثم تقرضها مرة أخرى. يفسَر هذا النشاط على أنه بيعٌ للأوراق المالية، تستوجب ترخيص وتسجيل عقود كي تكون العملية قانونية. يمكن الحصول على الترخيص والتسجيل من وكالة تنظيم الأوراق المالية مثل هيئة الأوراق المالية والبورصات الأمريكية في الولايات المتحدة، أو لجنة الأوراق المالية في أونتاريو، كندا، أو هيئة الخدمات المالية في المملكة المتحدة.
تسجل الأوراق المالية التي يقدمها المقرضون الأمريكيون من نظير لنظير بواسطة هيئة الأوراق المالية والبورصة. كشف تقرير حديث صادر عن مكتب المساءلة الحكومية بالولايات المتحدة عن إمكانية وجود رقابة تنظيمية إضافية من قبل مكتب حماية المستهلك المالي أو مؤسسة تأمين الودائع الفيدرالية، لكن لم تقترح أي منظمة إشرافًا مباشرًا على الإقراض من نظير لنظير في هذا الوقت. عام 2016، أرسلت ولاية نيويورك «رسائل تحذيرية» تهدد بمطالبة 28 مقرضًا من نظير لنظير بالحصول على ترخيص للعمل ما لم يمتثلوا «فورًا» للرد على طلبات الكشف عن ممارسات الإقراض والمنتجات المتاحة في الولاية.
في المملكة المتحدة، نتج عن ظهور العديد من شركات الإقراض المتنافسة والمشاكل المتعلقة بالقروض عالية الملاءة دعوات لاتخاذ تدابير تشريعية إضافية تضع معايير الحد الأدنى لرأس المال وتتحكم بضوابط المخاطر لمنع الإقراض للمقترضين الأكثر خطورة.

## الأنواع والنماذج
من النماذج المتعارف عليها في الإقراض الجماعي:
- نماذج الإقراض الجماعية.
- نماذج الإقراض من البنوك.
- نماذج منتجة للقروض. [20]

## الحسنات والانتقادات

### معدلات الفوائد
واحدة من المزايا الرئيسية للإقراض من شخص لآخر للمقترضين يمكن أن تكون في بعض الأحيان معدلات فائدة أفضل مما يمكن للبنوك التقليدية أن تقدم. يمكن أن تكون الحسنات للمقرضين عوائد أعلى من التي يمكن الحصول عليها من حساب التوفير أو الاستثمارات الأخرى، لكن استثماراته في هذه الحالة تخضع لخطر الخسارة، على عكس حساب التوفير الآمن نسبيًا.

### استثمار مدرك للمصالح الاجتماعية
بالنسبة للمستثمرين المهتمين بالاستثمار المدرك للمصالح الاجتماعية، يوفر الإقراض من نظير لنظير إمكانية دعم محاولات الأفراد للهروب من الديون مرتفعة التكلفة ومساعدة الأشخاص المنخرطين في وظائف أو أنشطة تعتبر أخلاقية وإيجابية للمجتمع وتجنب الاستثمار في الأشخاص العاملين في الصناعات التي تعتبر غير أخلاقية أو ضارة بالمجتمع.

### مخاطر ائتمانية
يجذب الإقراض من نظير لنظير المقترضين الذين، وبسبب وضعهم الائتماني، هم غير مؤهلين للحصول على قروض بنكية تقليدية. بما أن السلوك السابق يشير في كثير من الأحيان إلى الأداء المستقبلي، ولأن الدرجات الائتمانية المنخفضة ترتبط باحتمال كبير للتخلف عن السداد، فقد بدأ الوسطاء من نظير لنظير برفض عدد كبير من المتقدمين وبرفع أسعار الفائدة على المقترضين الأكثر خطورة إذا ما ووفق عليهم.

### الحماية الحكومية
بما أنه، وعلى عكس المودعين في البنوك، يمكن للمقرضين من نظير لنظير أن يختاروا ما إذا كانوا يقرضون أموالهم للمقترضين الأكثر أمانًا بأسعار فائدة منخفضة أو للمقترضين الأكثر خطورة مع عوائد أعلى، يعامل إقراض نظير لنظير في الولايات المتحدة على أنه قانوني، لكنه غير مضمون من قبل الحكومة الفيدرالية.